# Fagus longipetiolata
Fagus longipetiolata är en bokväxtart som beskrevs av Karl Otto von Seemen. Fagus longipetiolata ingår i släktet bokar, och familjen bokväxter.
Arten är endast känd från två mindre regioner i provinserna Lao Cai respektive Son La i nordvästra Vietnam. Trädet ingår i lövskogar och det kan ibland vara en dominerande växt. Antagligen behöver artens frön ett tjockare lövskikt på marken för sin utveckling. IUCN kategoriserar arten globalt som sårbar.

## Underarter
Arten delas in i följande underarter:
- F. l. clavata
- F. l. longipetiolata